# Christian Günther II.
Christian Günther II. von Schwarzburg-Sondershausen zu Arnstadt (* 1. April 1616 in Ebeleben; † 10. September 1666 in Arnstadt) regierte und residierte seit 1642 in Arnstadt.

## Leben
Graf Christian Günther II. war Sohn des Grafen Christian Günther I. von Schwarzburg-Sondershausen (1578–1642) und dessen Gemahlin Gräfin Anna Sibille (1584–1623), die Tochter des Grafen Albrecht VII. von Schwarzburg-Rudolstadt.
Nach dem Tod des Vaters teilten sich die Brüder die Grafschaft untereinander auf und Christian Günther II. erhielt die gesamte Oberherrschaft mit der Residenzstadt Arnstadt.

## Nachkommen
Christian Günther II. war seit 1645 mit Sophie Dorothee († 1685), der Tochter des Grafen Georgs von Mörsperg und Beffort, verheiratet und hatte mit ihr die folgenden Kinder:
- Sibille Juliane (1646–1698) ⚭ Heinrich I. von Reuß-Obergreiz (1668–1681)
- Sophie Dorothee (1647–1708) ⚭ Graf Ernst von Stolberg-Ilsenburg (1650–1710)
- Clara Sabine (1648–1698)
- Christine Elisabeth (1651–1670)
- Catharina Eleonore (1653–1685)
- Johann Günther IV. (1654–1669), Graf von Arnstadt, starb unverheiratet und ohne Nachkommen